# Atrofia muscular espinhal
Atrofia muscular espinhal (AME) é um grupo de doenças neuromusculares que resultam da perda dos neurónios motores e progressiva atrofia muscular. A gravidade dos sintomas e a idade de início variam consoante o tipo. Alguns tipos são aparentes durante ou antes do nascimento, enquanto outros só se tornam aparentes em idade adulta. Todos os tipos geralmente resultam em fraqueza muscular progressiva associada a fasciculação. Os primeiros músculos a ser afetados são geralmente os dos braços, pernas ou da respiração. Entre outros problemas associados estão dificuldade em engolir, escoliose e contraturas das articulações. A atrofia muscular espinhal é uma das principais causas genéticas de morte em recém-nascidos.
A doença é causada por um defeito genético no gene SMN1. O defeito é herdado de um dos progenitores de forma autossómica recessiva. O gene SMN1 codifica a proteína de sobrevivência dos neurónios motores, uma proteína fundamental para a sobrevivência dos neurónios motores. A perda destes neurónios impede a transmissão de sinais entre o cérebro e os músculos esqueléticos. O diagnóstico é suspeito com base nos sintomas e confirmado por exames genéticos.
O tratamento consiste em cuidados de apoio, como a fisioterapia, apoio nutritivo e ventilação mecânica nos casos em que é necessária. O nusinersen, administrado por injeção intratecal, atrasa a progressão da doença e melhora a função muscular. Em 2019, foi aprovada nos Estados Unidos a terapia genética onasemnogene abeparvovec para o tratamento de crianças com menos de 24 meses. O prognóstico varia consoante o tipo, desde uma esperança de vida de apenas alguns meses até fraqueza muscular ligeira com esperança de vida normal. A condição afeta 1 em cada 10 000 nascimentos.

## Causas

A atrofia muscular espinhal tem um padrão de herança autossômico recessivo.

A atrofia muscular espinhal é causada por uma mutação genética no  gene SMN1. Sendo portanto um risco já identificado em casos de casamentos consanguíneoss.

## Tratamento

### Medicação
Nusinersen (Spinraza) é usado para tratar a atrofia muscular espinhal. É um nucleotídeo antisenso que modifica o splicing alternativo do gene SMN2. É administrado diretamente no sistema nervoso central por meio de uma injeção intratecal. Nusinersen prolonga a sobrevivência e melhora a função motora em bebês com AME.  Foi aprovado para uso nos EUA em 2016 e para uso na UE em 2017.
Onasemnogene abeparvovec (Zolgensma) é um tratamento terapia gênica que usa vírus adeno-associado autocomplementar tipo 9 (scAAV-9) como vetor para entregar o transgene SMN1. A terapia foi aprovada nos EUA em 2019, como uma formulação  intravenosa para crianças com menos de 24 meses de idade. A aprovação na Europa e no Japão foi concedida no ano seguinte.
Risdiplam (Evrysdi) é um medicamento tomado por via oral na forma líquida. É um derivado de piridazina que funciona aumentando a quantidade de proteína de neurônio motor sobrevivente  funcional produzida pelo gene SMN2  por meio de splicing. O Risdiplam foi aprovado para uso médico nos Estados Unidos em agosto de 2020.
Segundo usuários, o medicamento Zolgensma é melhor em termos de custo-benefício em relação ao Spinraza, os primeiros dois anos de tratamento com Spinraza custam cerca de metade de uma infusão de Zolgensma, mas os tratamentos com Spinraza devem continuar por toda a vida a um custo de $375 mil dólares por ano, as quatro doses iniciais de Spinraza no primeiro ano de tratamento totalizam US$ 750 mil dólares, em um período de 10 anos, a relação custo-benefício do Zolgensma é clara, em termos de qualidade de vida, uma infusão IV de Zolgensma é mais confortável do que várias infusões espinhais de Spinraza a cada ano.
No Brasil, o Spinraza, de uso contínuo, cada dose sai por R$ 145 mil, esse medicamento é autorizado pela Agência Nacional de Vigilância Sanitária (Anvisa) e fornecido pelo Sistema Único de Saúde (SUS), segundo o Ministério da Saúde, o remédio chegou ao Brasil em 30 de outubro de 2019.